# 福建网民案
严晓玲、范燕琼案件，又称福建网民“诬告陷害”案，是一起中華人民共和國政府打壓網路言論的案件。事件中、福建维权人士范燕琼、游精佑和吴华英因为帮助当地上访人士林秀英（严晓玲的母亲）书写“状子”并录下视频发布在网络，而后被福建警方逮捕入狱，并一直不被当地法院予以公开审理。

## 嚴曉玲事件
2008年2月10-11日，位于福建省东部的闽清县发生了一起年青女子死亡案件。25岁的严晓玲与男友聂志雄以及另两位朋友去“丽歌”KTV娱乐返回租住处后，感到身体不适。2月11日晚间严病情加重后死亡。福建闽清县医院被法医和当地公安局鉴定并宣布因为“宫外孕”导致 “输卵管破裂失血”而死亡，并决定不予立案。严晓玲的母亲林秀英根据事发之前对情况的了解和在听到医院医生和护士的议论之后对法医检验结果极为不满，认为她的女儿是遭到包括当地警方人员在内的多人轮番强奸之后惨死的。。她以公安部门法医鉴定有误等为由多次上访。

## 上訪與網友協助
- 林秀英在上访的过程中，遇到了维权人士范燕琼。6月22日，范燕琼在听林秀英讲述了她的遭遇後，将林秀英提供的严晓玲案材料，整理成了《福建闽清警匪轮奸26岁女青年致死后还继续奸尸，惨绝人寰、诉告无门》一文，发到一些境外维权网站。6月24日当天，另一位网民游精佑看到帖子后找到林秀英。游精佑是向莆铁路(福建)公司第二工程段副总指挥，在妻子陈育红眼里，“他很爱帮助弱势群体，家里经常坐着上访人员”。游精佑为林秀英拍了一段口述案件的视频。后警方的讯问笔录显示，当时游精佑并不确信林秀英所述。他称，之所以要为林秀英拍录像，是因为福州市公安局新闻发布会的说法并不能解答所有的疑问，“让死者的母亲自己诉说情况，把两种不同的说法传播到网上，可以让一些更专业的网友来判断事实”。这段视频放到了土豆网后，旋即被删。另一名在场人员吴华英在视频上加了字幕，把它放到了境外网站。

- 2009年6月24日，在范燕琼帮助林秀英撰写的帖子在网上公布不到一天，福州市公安局立即召开了新闻发布会。按照新华社等官方媒体的报导，福州市公安局在会上“通报了严晓玲死亡事件的来龙去脉”，“用大量事实驳斥了贴文对严晓玲死因的无端猜测。”[2][3]新闻发布会之后不到48小时，范燕琼即被福州市马尾区警方抓走。因代书上传“严晓玲案”的网帖以及拍摄上传了“严晓玲母亲林秀英口述案件”的视频，范燕琼、游精佑、吴华英3人先后被警方以涉嫌“诽谤罪”刑事拘留。同年7月底，范燕琼等人的涉嫌罪名，变更为“诬告陷害”罪，被福州市马尾区人民检察院批准逮捕。

- 福州市政法委牵头成立“6·27诬告陷害罪”专案组，相继传唤了65名相关人士，游精佑、吴华英也被马尾警方以涉嫌诽谤罪刑拘。给范燕琼写材料提供住处的陈焕辉，为林秀英买手机的陈仰东、在网上发布视频的郭宝峰等4人也被刑拘。其中郭宝峰迫于网友压力被释放，但是范燕琼、游精佑、吴华英一直被关在监狱里，罪名都是“涉嫌诬告陷害”。[1]

## 法院審訊
- 2009年11月11日上午，范燕琼、游精佑、吴华英被"被控以诬告陷害罪，在福州市马尾区法院开庭审理。当日早晨9时开庭后检察院方以证据不确凿为由提出再次补充侦查，法院采纳，开庭时间仅两分钟。[1]这次审理并没有当庭宣判。[4]

- 范燕琼2009年6月被关押以来，已经严重超过审理期限。范燕琼目前基本已经瘫痪，律师和家属多次申请取保候审，但是都被拒绝。拒绝理由是范燕琼“具有社会危害性”。[1]

- 2010年3月19日上午，福州市马尾区人民法院再度开庭审理。检方提出因证据不充分，要求再次补充侦查，获法庭同意，决定延期审理。开庭过程持续约两分钟。[5]前来参与开庭的被告家人均被强行拖出法院。范燕琼的女儿林静怡根本没能进入法院见到自己的母亲，在法院刚刚开庭后被七八个人强行拉出。在法庭外前来声援范燕琼、游精佑、吴华英的网友与法院工作人员发生了肢体冲突。有据称是当局安排的十几辆空卡车开到路中央驱散人群。[6]

- 4月16日，马尾区人民法院一审宣判，以“诽谤罪”判处范燕琼有期徒刑两年，吴华英、游精佑有期徒刑一年。[7]开庭前来自全国各地的网民聚集福州，他们在当天在法院门前高声抗议，认为法院在枉法判决，当局也出动数百警力将现场戒备，法院在当天中午时分宣布判决结果之后，在场网民们哭成一片。被告的辩护律师认为，范燕琼3人的行为并不构成捏造事实、诬告陷害之罪。范燕琼只是为林秀英的上访代书。代书者没有能力去核实事实真相，“如果要代书人核实，那么写上访控告材料内容不实的，是不是都应该追究法律责任?”辩护律师还认为，范燕琼等三人为林秀英写材料、拍视频，并通过互联网传播，只不过是想引起政府的重视，并没有诬陷他人的主观故意。有学者认为公诉方“推理非常粗陋”，三人的“行为仅是转述、整理和制作视频，而非捏造事实，所以，不应获罪”。[8]据被告的辩护律师刘晓原说，闽清公安局在开庭时提供一个证明，声称该事件對其公信力造成了严重影响，使人民群众对其满意度严重下降。法院认为，被告人范燕琼故意捏造事实，先后两次杜撰文章在互联网上散布虚构的事实；被告人游精佑、吴华英在明知福州市有关部门已经召开新闻发布会，公布严晓玲死亡真相的情况下，仍然制作违背事实的视频，在互联网上传播；上述被告人的行为引发大量网民网上跟帖，攻击、谩骂、诋毁被害人，严重损害了他人人格，败坏他人名誉，造成恶劣的社会影响，严重危害了社会秩序，情节严重，依法应予以惩处。有评论认为，对范燕琼等人的审判是为了掩盖中国人对政府的信任危机。[9]最后陈述时，范燕琼说：“如果判我有罪，那么希望我是中国因言获罪的最后一个人。”

- 4月20日，福州法院对该案作了案情通报。[10]就在同一天，参与代理该案的当地律师事务所“法炜律所”，被福州市司法局要求解散，理由是“因林洪楠受到停止执业一年的行政处罚，不得再担任合伙人已逾三个月，且该所没有新增合伙人，人数不达标”。[11]

- 6月13日福建网民案二审开庭。

- 6月28日福州市中级法院终审宣判：驳回上诉，维持原判。[12]

## 后续
- 2010年8月26日，范燕琼获释。此前游精佑和吴华英均已获释。[13]
- 2012年10月7日，范燕琼通过“参与网”请求网友关注，便衣警察对其实施了居住监控[14]。

- 而当年三网民被判决之后，隔年王荔蕻因声援行动被北京朝阳区法院温榆河法庭控“寻衅滋事”被判9个月，案件也被看做是福建当局的秋后算账。

- 2013年4月16日是福建三网民案判决日三周年的日子。当天，三网民案当事人之一游精佑与一众网民下午4时在马尾法院外站立半小时抗议法院方面对他的判决。晚间6点半一众网民们展开“饭醉”行动，纪念4.16这个日子。

参与声援活动的纪录片导演华泽，将此次公民活动制作为纪录片《草泥马大战河蟹》。